# استیو سیمور
استیو سیمور (انگلیسی: Steve Seymour; ۴ اکتبر ۱۹۲۰ – ۱۸ ژوئن ۱۹۷۳) پرتاب‌گر نیزه اهل ایالات متحده آمریکا بود.